# Friedrich Paulick
Friedrich Georg Paulick (* 1. August 1824 in Wien; † 19. März 1904 ebenda) war ein österreichischer Kunsttischler und Zeichner.

## Biografie
Paulick erlernte das Tischlerhandwerk bei seinem Stiefvater, dem Kunsttischler F. Marini, und besuchte von 1840 bis 1843 die Zeichenschule Schmidt und Grünauer. Er übernahm danach die Tischlerwerkstatt seines Stiefvaters. Ab 1846 besuchte er die Architekturklasse bei August Sicard von Sicardsburg an der Akademie der bildenden Künste in Wien. Er wurde anschließend als Zeichner im Atelier von Sicardsburg sowie als Zeichenlehrer tätig. Von 1853 bis 1854 hielt er sich in London auf. Er betätige sich als Zeichenlehrer. Zu seinen bekanntesten Schülern gehörten August Eisenmenger, Carl von Hasenauer und Storck. Er wurde dann Geschäftsführer der Tischlerei Altmann in Wien, mit der er einen Pachtvertrag abschloss. Er erhielt Aufträge für Bauten der Wiener Ringstraße wie das Hofoperntheater sowie in den großen Bauten wie die Akademie der bildenden Künste, das Burgtheater, die beiden Hofmuseen, das neue Rathaus, die neue Universität, die Votivkirche usw.
Später errichtete er im dritten Wiener Gemeindebezirk seine eigene Großtischlerei. Er erhielt Aufträge für den kaiserlichen Hof und lieferte Arbeiten für die Neue Burg, das Palais Erzherzog Ludwig Viktor und die Hermesvilla der Kaiserin Elisabeth. Zur Weltausstellung des Jahres 1873 richtete er den Kaiserpavillon ein. Auf Grund der hohen Qualität seiner Produkte wurde mit dem Titel „k.u.k. Hofkunsttischler“ ausgezeichnet. Er erhielt weitere Ehrungen und Auszeichnungen. Von 1879 bis 1882 war er Mitglied des Wiener Gemeinderats. 1896 zog er sich von den Geschäften zurück.
Mit seiner Ehefrau Theresa hatte er vier Kinder. Das dritte Kind war die spätere Künstlerin Emma Paulick, die später den Puppenspieler Richard Teschner heiratete.

## Villa Paulick

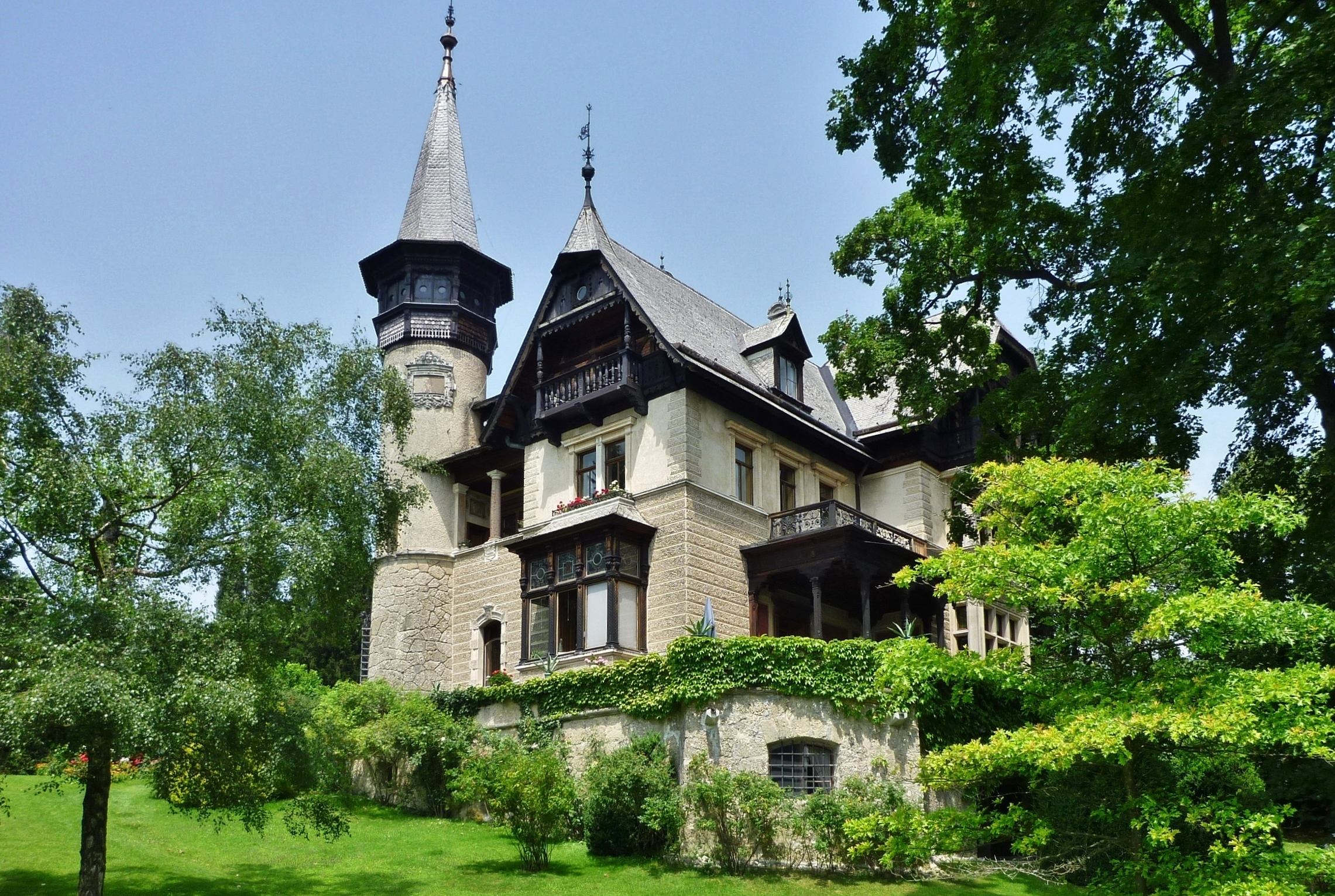
Villa Paulick am Attersee

Die Villa Paulick in Seewalchen (Promenade 12) am Attersee in Oberösterreich wurde 1867–1877 von ihm errichtet. Die Villa diente quasi als Musterhaus über die künstlerischen Fähigkeiten des Unternehmens Paulick. Die opulente Inneneinrichtung wie zum Beispiel die Kassettendecke wurden aus Teilen des Hofpavillons der Weltausstellung von 1873 verwendet. Zu den Gäste zählten zahlreiche Künstler und Personen des kulturellen Lebens wie Gustav Klimt und im August 1910 Richard Teschner. Um 1900 verbrachte Klimt beinahe jedes Jahr seine Sommerfrische in der Villa, zum Teil mit seiner Lebensgefährtin Emilie Flöge.

## Schriften
- mit August Sicard von Sicardsburg: Die Thür- und Fensterverschlüsse. Nach ihrer Entwicklung in den verschiedenen Ländern bis auf die neueste Zeit. 1876.